# Tranebjerg
Tranebjerg – miasto w Danii, w regionie Jutlandia Środkowa, siedziba administracyjna gminy Samsø.